# Елізабет Фрідман
Елізабет Фрідман (англ. Elizebeth Smith Friedman, 26 серпня 1892, Гантінгтон —  31 жовтня 1980, Плейнфілд) — перша американська жінка-криптограф, дружина Вольфа Фрідмана.

## Біографія

### Ранні роки
Народилася в Гантінгтоні, Індіана, в родині квакерів, була наймолодшою з дев'яти дітей. Її мати була проти звичайного імені Elizabeth, тому вона дала дочці ім'я з особливим написанням — Elizebeth. Закінчила Hillsdale College в штаті Мічиган за спеціальністю «англійська література». Проявила великий інтерес до мов, вивчала латинську, грецьку, німецьку.

### Лабораторія Рівербенк
На початку 1910-х Елізабет познайомилася з підприємцем і філантропом Джорджем Фабіаном, який запропонував їй роботу в лабораторії у своєму маєтку Рівербенк, розташованому в Женеві, штат Іллінойс. Фабіан доручив Елізабет Сміт співпрацювати з Елізабет Уеллс Геллап та її сестрою, щоб перевірити гіпотезу про те, що автором п'єс і сонетів Шекспіра насправді є філософ Френсіс Бекон, а також розшифрувати закодовані повідомлення, які мали міститися в п'єсах та віршах Шекспіра.
В лабораторії Рівербенк Елізабет працювала в оточенні 15 висококваліфікованих фахівців — перекладачів, фахівців у галузі акустики, машинобудування, аспіранта в області генетики та інших. Лабораторія Рівербенк була одним із перших дослідницьких центрів США з вивчення криптографії. Багато цінних матеріалів із історії криптографії були зібрані завдяки роботі Елізабет Сміт. До створення шифрувального бюро армії США (MI8) під час Першої світової війни Лабораторія Рівербенк вважалася фактично єдиною установою в США, здатною розшифровувати кодові повідомлення. Під час Першої світової війни деякі підрозділи уряду США скеровують у Лабораторію Рівербенк своїх співробітників на навчання криптографії. Серед них була й Агнес Дріскол, направлена навчатися до ВМФ США.
У травні 1917 Елізабет Сміт вийшла заміж за одного зі співробітників Лабораторії — Вольфа Фрідмана. Родина Фрідманів пропрацювала в Лабораторії Рівербенк ще 4 роки, після чого в 1921 році перейшла на роботу у військове міністерство у Вашингтоні.

### На державній службі
Після деякого періоду роботи на ВМС США, в 1923 Е. Фрідман перейшла на роботу в митну службу міністерства фінансів. У митній службі її зусилля направились на боротьбу з контрабандистами й нелегальними торговцями алкоголем, що було надзвичайно актуально після введення «сухого закону» в США в 1919 році. Бутлегери й торговці наркотиками в 1920-ті у своїй діяльності стали активно використовували радіо, передаючи зашифровані повідомлення. Їх шифри спочатку були досить складними й Елізабет Фрідман організувала злам цих шифрів. За час роботи на берегову охорону та Митну службу за часів сухого закону, вона розшифрувала понад 12 тисяч повідомлень бутлегерів. Завдяки її заслугам владі США вдалося притягнути до відповідальності багатьох контрабандистів, які діяли в Мексиканській затоці й на узбережжі Тихого океану, а також в Х'юстоні (Техас) і Новому Орлеані. Її зусиллями в 1933 були винесені звинувачувальні вироки стосовно тридцяти п'яти ватажків бутлегерів, що були визнані в порушенні закону Волстеда.
Фрідман також належить головна роль у врегулюванні суперечки між канадським та американським урядами з приводу приналежності вітрильника i'm Alone. Судно, що йшло під канадським прапором, було потоплено Службою берегової охорони США за непокору сигналу «лягти в дрейф». Канадський уряд за фактом цього інциденту виставив позов в $ 350 тисяч проти США, але аналіз двадцяти трьох радіоповідомлень, розшифрованих Фрідман, вказав, що судно де-факто є власністю США. Справжні власники судна були виявлені й канадський позов був відхилений.
Після цього в 1937 канадський уряд звернувся за допомогою до Фрідман у справі торговця опіумом Гордона Ліма і його спільників. Незважаючи на те, що Фрідман не володіла китайською мовою, їй вдалося розшифрувати код торговців опіумом, що мало ключове значення для обвинувачення. Це справа черговий раз продемонструвала видатні здібності Е. Фрідман.
Під час Другої світової війни група криптографів на чолі з Фрідман, яка працювала на Берегову охорону США, була переведена у ВМФ США, де вони зламували код німецької шифрувальної машини Енігма.
Здібності Фрідман були використані також і в одній із найгучніших шпигунських справ часів Другої світової війни — справі Вельвалі Дікінсон, відомої як «жінка-лялька». Велвелі Дікінсон разом з чоловіком були нью-йркскими підприємцями, яких звинувачували у шпигунстві на користь Японії. Ляльковий магазин Велвелі існував, як прикриття для її шпигунської діяльності, вона передавала інформацію про ВМФ США своїм агентам в Південній Америці з використанням стеганографії. Листування В. Дікінсон, в якому містилося закодоване повідомлення про переміщення американських судів в Перл-Харбор, було проаналізовано й розшифрована Е. Фрідман, на підставі чого В. Дікінсон був винесений звинувачувальний вирок.
У післявоєнний період Елізабет Фрідман стала технічним консультантом і створила систему безпечного зв'язку для Міжнародного валютного фонду.
Елізабет Фрідман протягом своєї кар'єри працювали в тісному співробітництві з чоловіком, але багато її заслуг в області криптографії є самостійними та унікальними.

### У відставці
Елізабет і Вольф Фрідман після виходу на пенсію з державної служби залишалися ентузіастами в дослідженні текстів Шекспіра і в 1957 написали книгу «Погляд шифрувальника на Шекспіра», опубліковану під назвою «Розгляд шекспірівських шифрів». Ця книга була удостоєна нагород шекспірівської бібліотеки Фолґер у Вашингтоні й Американського шекспірівського театру і Академії. У цій книзі родина Фрідманів спростовує «беконівський підхід» до творів Шекспіра сестер Геллап й Ігнатіуса Доннеллі. Фрідмани відзначають, що виявили в публікації приховану фразу: «Я не писав п'єс. Ф. Бекон».
Після смерті чоловіка в 1969, Е.Фрідман присвятила своє життя складанням бібліотеки й бібліографії його робіт. Ця найбільша приватна колекція матеріалів із криптографії в світі згодом передана в бібліотеку фонду Джорджа Маршалла в Лексингтоні, штат Вірджинія.
Елізабет Фрідман померла 31 жовтня 1980 в Плейнфілді, Нью-Джерсі, у віці 88 років. Її ім'я в 1999 увічнено в Залі Слави Агентства національної безпеки